# Минимално одржив производ
Минимално одржив производ (МВП) је производ који има минималне, али довољне функције да задовољи прве потрошаче. Главни задатак је добијање повратних информација за формирање хипотеза за даљи развој производа.
Нагласак на МВП издањима значи да програмери потенцијално избегавају дуготрајан и (на крају) непотребан рад. Прикупљање информација од МВП-а је често јефтиније од развоја производа богатог функцијама. Ово омогућава смањење трошкова и ризика ако производ не ради, на пример, због погрешних претпоставки. Присуство МВП-а у предузећима је један од услова за привлачење финансирања ризичног капитала.
Термин је сковао и дефинисао Френк Робинсон око 2001., а популаризовали су је Стив Бланк и Ерик Рис. То такође може укључивати спровођење прелиминарне анализе тржишта.
Пошто МВП тестира потенцијални пословни модел за клијенте како би видели како ће тржиште реаговати, посебно је корисно за нове/почетне компаније које се више баве разјашњавањем где постоје потенцијалне пословне могућности, а не извођењем унапред упакованог изолованог пословног модела.

## Критика
Нека истраживања су показала да рано објављивање МВП-а може више наштетити компанији него помоћи када компаније ризикују имитацију од стране конкуренције и нису успоставиле друге препреке за имитацију. Такође је назначено да негативне повратне информације о МВП-у могу негативно утицати на репутацију компаније. Многи програмери мобилних и дигиталних производа сада критикују МВП јер купци могу лако да прелазе између конкурентских производа преко платформи (нпр. продавница апликација). Такође, производи који не нуде очекивани минимални стандард квалитета су инфериорни у односу на конкуренте који на тржиште излазе са вишим стандардом.
Значајно ограничење МВП-а је укорењено у његовом приступу који настоји да тестира своје идеје на тржишту. Пошто се идеје о новим производима предузећа могу закључити из њиховог тестирања, метода може бити неприкладна за окружења у којима је заштита интелектуалне својине ограничена (и где се производи лако имитирају).